# Xã Truro, Quận Aurora, Nam Dakota
Xã Truro (tiếng Anh: Truro Township) là một xã thuộc quận Aurora, tiểu bang Nam Dakota, Hoa Kỳ. Năm 2010, dân số của xã này là 79 người.